# Morristown (Arizona)
Morristown es un lugar designado por el censo ubicado en el condado de Maricopa en el estado estadounidense de Arizona. En el Censo de 2010 tenía una población de 227 habitantes y una densidad poblacional de 108,47 personas por km².

## Geografía
Morristown se encuentra ubicado en las coordenadas 33°51′21″N 112°36′46″O / 33.85583, -112.61278. Según la Oficina del Censo de los Estados Unidos, Morristown tiene una superficie total de 2.09 km², de la cual 2.09 km² corresponden a tierra firme y (0.12%) 0 km² es agua.

## Demografía
Según el censo de 2010, había 227 personas residiendo en Morristown. La densidad de población era de 108,47 hab./km². De los 227 habitantes, Morristown estaba compuesto por el 96.48% blancos, el 0% eran afroamericanos, el 0.44% eran amerindios, el 0% eran asiáticos, el 0% eran isleños del Pacífico, el 2.2% eran de otras razas y el 0.88% pertenecían a dos o más razas. Del total de la población el 4.85% eran hispanos o latinos de cualquier raza.